# Gualba
Gualba település Spanyolországban, Barcelona tartományban. Lakosainak száma 1738 fő (2024).

## Földrajza
Gualba Riells i Viabrea, Sant Celoni, Campins és Fogars de Montclús községekkel határos.

## Népesség
A település lakosságának változását az alábbi diagram mutatja:
| Lakosok száma | 170  | 610  | 771  | 767  | 583  | 950  | 1192 | 1429 | 1500 | 1738 |
|               | 1717 | 1887 | 1936 | 1960 | 1986 | 2004 | 2009 | 2014 | 2019 | 2024 |